# Золотухинська сільська рада (Україна)
Золотухинська сільська рада — колишня адміністративно-територіальна одиниця у Оржицькому районі Полтавської області з центром у c. Золотухи.
Населення — 1117 осіб.

## Населені пункти
Сільраді були підпорядковані населені пункти:
- c. Золотухи
- с. Тарасенкове